# ATP Tour World Championships 1995
La edición 26 de la Tennis Masters Cup se realizó del 14 al 19 de noviembre de 1995 en Fráncfort del Meno, Alemania.

## Individuales

### Clasificados
- Pete Sampras
- Thomas Muster
- Michael Chang
- Boris Becker
- Yevgeny Kafelnikov
- Jim Courier
- Thomas Enqvist
- Wayne Ferreira

### Grupo blanco
| Resultados Round Robin-Win | Result-Res | -Winner-Winner-Winner-Win | -Score-Score-Score-Score |
| -------------------------- | ---------- | ------------------------- | ------------------------ |
| Pete Sampras (USA)         | derrota a  | Yevgeny Kafelnikov (RUS)  | 6–3, 6–3                 |
| Pete Sampras (USA)         | derrota a  | Boris Becker (USA)        | 6–2, 7–6(3)              |
| Boris Becker (GER)         | derrota a  | Wayne Ferreira (RSA)      | 4–6, 6–2, 7–6(5)         |
| Boris Becker (GER)         | derrota a  | Yevgeny Kafelnikov (RUS)  | 6–4, 7–5                 |
| Wayne Ferreira (RSA)       | derrota a  | Pete Sampras (USA)        | 7–6(1), 4–6, 6–3         |
| Wayne Ferreira (RSA)       | derrota a  | Yevgeny Kafelnikov (RUS)  | 3–6, 7–6(5), 6–1         |

### Grupo rojo
| Resultados Round Robin-Win | Result-Res | -Winner-Winner-Winner-Win | -Score-Score-Score-Score |
| -------------------------- | ---------- | ------------------------- | ------------------------ |
| Thomas Enqvist (SWE)       | derrota a  | Thomas Muster (AUT)       | 6–4, 6–7(3), 6–4         |
| Thomas Enqvist (SWE)       | derrota a  | Jim Courier (USA)         | 6–3, 6–2                 |
| Thomas Enqvist (SWE)       | derrota a  | Michael Chang (USA)       | 6–1, 6–4                 |
| Michael Chang (USA)        | derrota a  | Thomas Muster (AUT)       | 4–6, 6–2, 6–3            |
| Michael Chang (USA)        | derrota a  | Jim Courier (USA)         | 6–2, 7–5                 |
| Jim Courier (USA)          | derrota a  | Thomas Muster (AUT)       | 6–4, 4–6, 6–4            |

| Resultados Etapa Final-Win | -Winner-Winner-Winner-Win | Result-Res | -Winner-Winner-Winner-Win | -Score-Score-Score-Score |
| -------------------------- | ------------------------- | ---------- | ------------------------- | ------------------------ |
| Semifinal                  | Michael Chang (USA)       | derrota a  | Pete Sampras (USA)        | 6-4 6-4                  |
| Semifinal                  | Boris Becker (GER)        | derrota a  | Thomas Enqvist (SWE)      | 6-4 6(5)-7 7-5           |
| Final                      | Boris Becker (GER)        | derrota a  | Michael Chang (USA)       | 7-6(3) 6-0 7-6(5)        |

| Predecesor: 1994 | ATP World Tour Finals 1995 | Sucesor: 1996 |

- Datos: Q3298040